# Пропагандистська журналістика
Пропагандистська журналістика — жанр журналістики, який навмисно бере за основу не об'єктивну точку зору, що зазвичай направлене на досягнення соціальної чи політичної мети.
Деякі журналісти-пропагандисти відкидають традиційний ідеал об'єктивності й стверджують, що він не можливий на практиці через наявність корпоративних спонсорів у рекламі. Деякі з них вважають, що суспільний інтерес краще служить різноманітності ЗМІ або що пропагандистська журналістика виступає у ролі інформаторів.

## Перспективи журналістів-пропагандистів
Один із письменників для альтернативної медія у співпраці з Незалежним медіа-центром пише в заклику до дії:
|  | Класичні догмати журналістики закликають до об'єктивності та нейтралітету. Це принципи, яких загалом більше не дотримуються... Ми не повинні відчувати себе зв’язаними з ними. Якщо ми коли-небудь створимо необхідні зміни, пропагандистська журналістика стане найважливішим елементом для забезпечення необхідної організації роботи. Тому дуже важливо, щоб ми навчилися бути успішними журналістами-пропагандистами. Для багатьох це потребуватиме іншого способу постановки та досягнення цілей. |

У своєму зверненні до Канадської асоціації журналістів у квітні 2000 року Сью Керріс дала такі коментарі та поради журналістам, які пропагують адвокатуру, яка прагне встановити спільне уявлення про те, яким журналістськими стандартами повинен керуватися цей жанр:
- Попередньо визнайте свої перспективи.
- Будьте правдивими, точними та надійними. Не поширюйте пропаганду, не викреслюйте цитати або факти з контексту, не фальсифікуйте і «не судіть і не пригнічуйте життєво важливі факти або не викладайте напівправди».
- Не давайте опонентам рівний час, але і не ігноруйте їх.
- Вивчіть аргументи опонентів та повідомте про незручні факти, які підтримують протилежну точку зору. Задавайте критичні запитання людям, які згодні з вами.
- Уникайте гасел, суперечок та полемік. Натомість чітко та ретельно формулюйте складні питання, що необхідно розкрити.
- Будьте справедливими та ретельними.
- Скористайтеся нейтральними джерелами для встановлення правдивості фактів.

Також у своєму звернені Сью Керріс критикувала провідні медіа за незбалансоване та політично упереджене висвітлення та конфлікті інтересів, переважно пов'язаним з економічною складовою. Вона сказала, що альтернативні видання мають переваги, насамперед, в незалежності висвітлення фактів, увазі до деталей та доступі до інформації, що робить їх більш ефективними захисниками суспільних інтересів.

## Історія

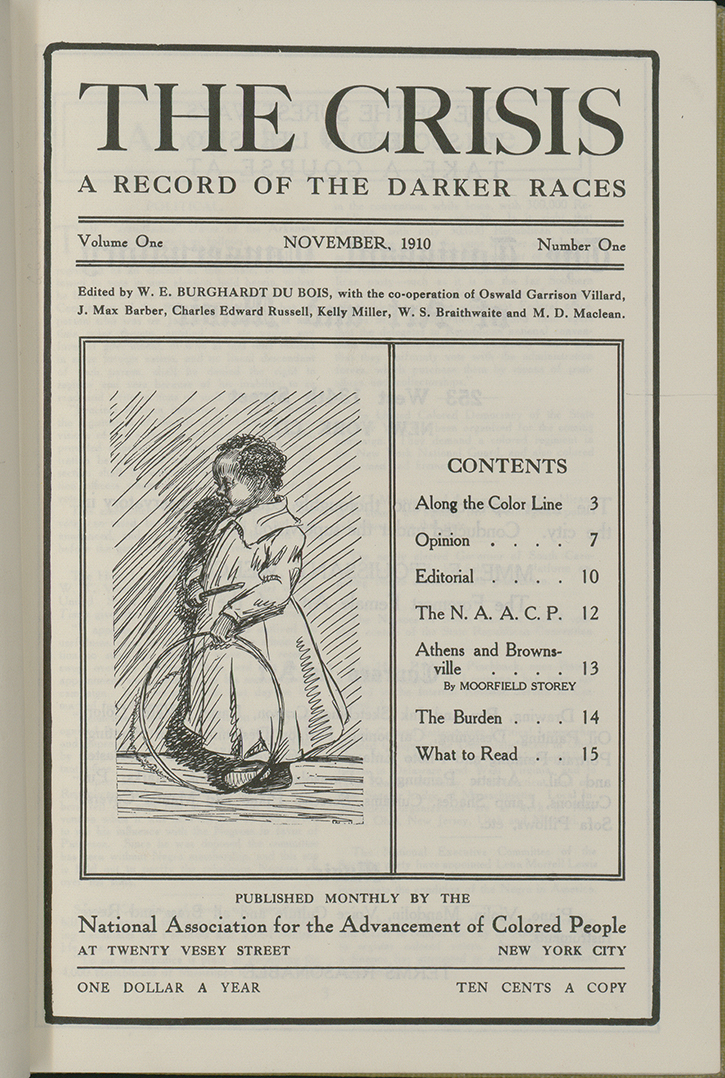
Зображення видання «Криза», приклад альтернативних та пропагандистських ЗМІ

### Американський контекст
Американські газети ХІХ століття часто передавали думку журналістів та редакторів. Вони часто використовувались для пропаганди політичних ідеологій і були спрямовані на висвітлення певних партій чи груп.
«Криза», офіційний журнал NAACP, був заснований у 1910 році. Він описує себе як спадкоємця традицій адвокатської публіцистики видання «Журнал свободи», який був заснований 1827 року як «перша афро-американська газета в США».
Газета Suffragist, заснована в 1913 році Конгресом Союзу виборчих прав жінок, просувала порядок денний Національної жіночої партії і вважалася єдиною політичною газетою в той час.
Макрейкерів часто представляють як професійних предків сучасних журналістів-пропагандистів. Серед макрейкерів слід відзначити Неллі Блай, Іду Тарбел, Лінкольна Джозефа Стеффенса, Ептона Біла Сінклера, Джорджа Селдеса та Ізидора Файнштейна Стоуна.

## Об'єктивність
Журналісти адвокатури можуть відхилити принцип об'єктивності у своїй роботі з кількох різних причин.
Дослідження показали, що попри зусилля, журналістика не в змозі уникнути певного ступеня неявного упередження: політичного, особистого чи метафізичного, навмисного чи підсвідомого. Це не обов'язково вказує на відверту відмову від існування об'єктивної реальності, а швидше на визнання нездатності звітувати про неї знеособлено та суперечливий характер об'єктивності в журналістиці. Багато журналістів та науковців приймають філософську ідею чистої «об'єктивності» як неможливу для досягнення, але все ж прагнуть мінімалізувати вплив упереджень у своїй роботі. Стверджується також, що оскільки об'єктивність неможливо задовольнити, всі види журналістики мають певну ступінь умисної чи неумисної пропаганди.

### Історія
- Оглядач Корнел Вест та Тавіс Смілі обговорюють поняття адвокатської журналістики в Америці в традиції WEB Дю Буа, І. Ф. Стоун та Айди Б. Уеллс. — Windows Media Audio. — 15 грудня 2004 року. (англ.)
- Холхут Р. Т. Коротка історія американської альтернативної журналістики у ХХ столітті (англ.)

### Критика пропагандистської журналістики
- Мур Ч. В. Критичний погляд на адвокатську журналістику. — The New Brunswick Telegraph Journal. — 29.06.2004 (англ.)
- Кемпбелл Д. Шкода стану американської журналістики. — renewamerica. — 7.10.2003